# كوشو ياماناشي
كوشو ياماناشي (بالإنجليزية: Kōshū, Yamanashi)‏ هي مدن اليابان تقع في اليابان في ياماناشي (محافظة).[بحاجة لمصدر] يقدر عدد سكانها بـ 33,220 نسمة ومساحتها 264.01 كم2 .

## المناخ
يظهر الجدول التالي التغييرات المناخية على مدار السنة لكوشو ياماناشي:
| البيانات المناخية لـكوشو ياماناشي              | البيانات المناخية لـكوشو ياماناشي | البيانات المناخية لـكوشو ياماناشي | البيانات المناخية لـكوشو ياماناشي | البيانات المناخية لـكوشو ياماناشي | البيانات المناخية لـكوشو ياماناشي | البيانات المناخية لـكوشو ياماناشي | البيانات المناخية لـكوشو ياماناشي | البيانات المناخية لـكوشو ياماناشي | البيانات المناخية لـكوشو ياماناشي | البيانات المناخية لـكوشو ياماناشي | البيانات المناخية لـكوشو ياماناشي | البيانات المناخية لـكوشو ياماناشي | البيانات المناخية لـكوشو ياماناشي |
| الشهر                                          | يناير                             | فبراير                            | مارس                              | أبريل                             | مايو                              | يونيو                             | يوليو                             | أغسطس                             | سبتمبر                            | أكتوبر                            | نوفمبر                            | ديسمبر                            | المعدل السنوي                     |
| ---------------------------------------------- | --------------------------------- | --------------------------------- | --------------------------------- | --------------------------------- | --------------------------------- | --------------------------------- | --------------------------------- | --------------------------------- | --------------------------------- | --------------------------------- | --------------------------------- | --------------------------------- | --------------------------------- |
| الدرجة القصوى °م (°ف)                          | 17.2 (63.0)                       | 23.5 (74.3)                       | 26.9 (80.4)                       | 31.9 (89.4)                       | 34.0 (93.2)                       | 38.5 (101.3)                      | 39.3 (102.7)                      | 40.5 (104.9)                      | 37.4 (99.3)                       | 33.4 (92.1)                       | 24.9 (76.8)                       | 23.0 (73.4)                       | 40.5 (104.9)                      |
| متوسط درجة الحرارة الكبرى °م (°ف)              | 8.2 (46.8)                        | 9.6 (49.3)                        | 13.5 (56.3)                       | 20.0 (68.0)                       | 24.3 (75.7)                       | 27.0 (80.6)                       | 30.5 (86.9)                       | 32.1 (89.8)                       | 27.6 (81.7)                       | 21.4 (70.5)                       | 15.9 (60.6)                       | 10.7 (51.3)                       | 20.1 (68.1)                       |
| متوسط درجة الحرارة الصغرى °م (°ف)              | −3.0 (26.6)                       | −1.8 (28.8)                       | 1.8 (35.2)                        | 7.3 (45.1)                        | 12.3 (54.1)                       | 16.6 (61.9)                       | 20.6 (69.1)                       | 21.5 (70.7)                       | 17.7 (63.9)                       | 11.0 (51.8)                       | 4.5 (40.1)                        | −0.7 (30.7)                       | 9.0 (48.2)                        |
| أدنى درجة حرارة °م (°ف)                        | −11.3 (11.7)                      | −10.6 (12.9)                      | −6.7 (19.9)                       | −3.7 (25.3)                       | 1.6 (34.9)                        | 9.4 (48.9)                        | 13.3 (55.9)                       | 14.0 (57.2)                       | 6.7 (44.1)                        | 0.7 (33.3)                        | −3.1 (26.4)                       | −18.5 (−1.3)                      | −11.3 (11.7)                      |
| الهطول مم (إنش)                                | 36.0 (1.42)                       | 39.5 (1.56)                       | 72.9 (2.87)                       | 71.2 (2.80)                       | 83.5 (3.29)                       | 121.3 (4.78)                      | 123.8 (4.87)                      | 150.4 (5.92)                      | 181.7 (7.15)                      | 117.3 (4.62)                      | 52.7 (2.07)                       | 31.0 (1.22)                       | 1٬081٫3 (42.57)                   |
| متوسط أيام هطول الأمطار (≥ 1.0 mm)             | 4.7                               | 5.3                               | 9.2                               | 8.4                               | 9.3                               | 11.4                              | 11.6                              | 9.3                               | 10.8                              | 8.9                               | 5.9                               | 3.8                               | 98.6                              |
| ساعات سطوع الشمس الشهرية                       | 198.7                             | 186.7                             | 193.7                             | 202.6                             | 192.4                             | 149.7                             | 167.5                             | 197.3                             | 148.5                             | 158.1                             | 176.0                             | 197.0                             | 2٬168٫2                           |
| المصدر #1: وكالة الأرصاد الجوية اليابانية(JMA) |                                   |                                   |                                   |                                   |                                   |                                   |                                   |                                   |                                   |                                   |                                   |                                   |                                   |
| المصدر #2: JMA                                 |                                   |                                   |                                   |                                   |                                   |                                   |                                   |                                   |                                   |                                   |                                   |                                   |                                   |